# Nogometni Klub Primorje
El Nogometni Klub Primorje fou un club de futbol eslovè de la ciutat d'Ajdovščina.

## Història
Disputà 18 temporades a la primera divisió eslovena abans de desaparèixer el 2011. El seu successor és el Nogometno društvo Ajdovščina. Fou tres cops finalista de la copa eslovena (1995-96, 1996-97, 1997-98).

## Palmarès
- Segona Divisió eslovena: 
  - 2009-10
- Copa MNZ Nova Gorica: 
  - 1991-92